# 보족 시장

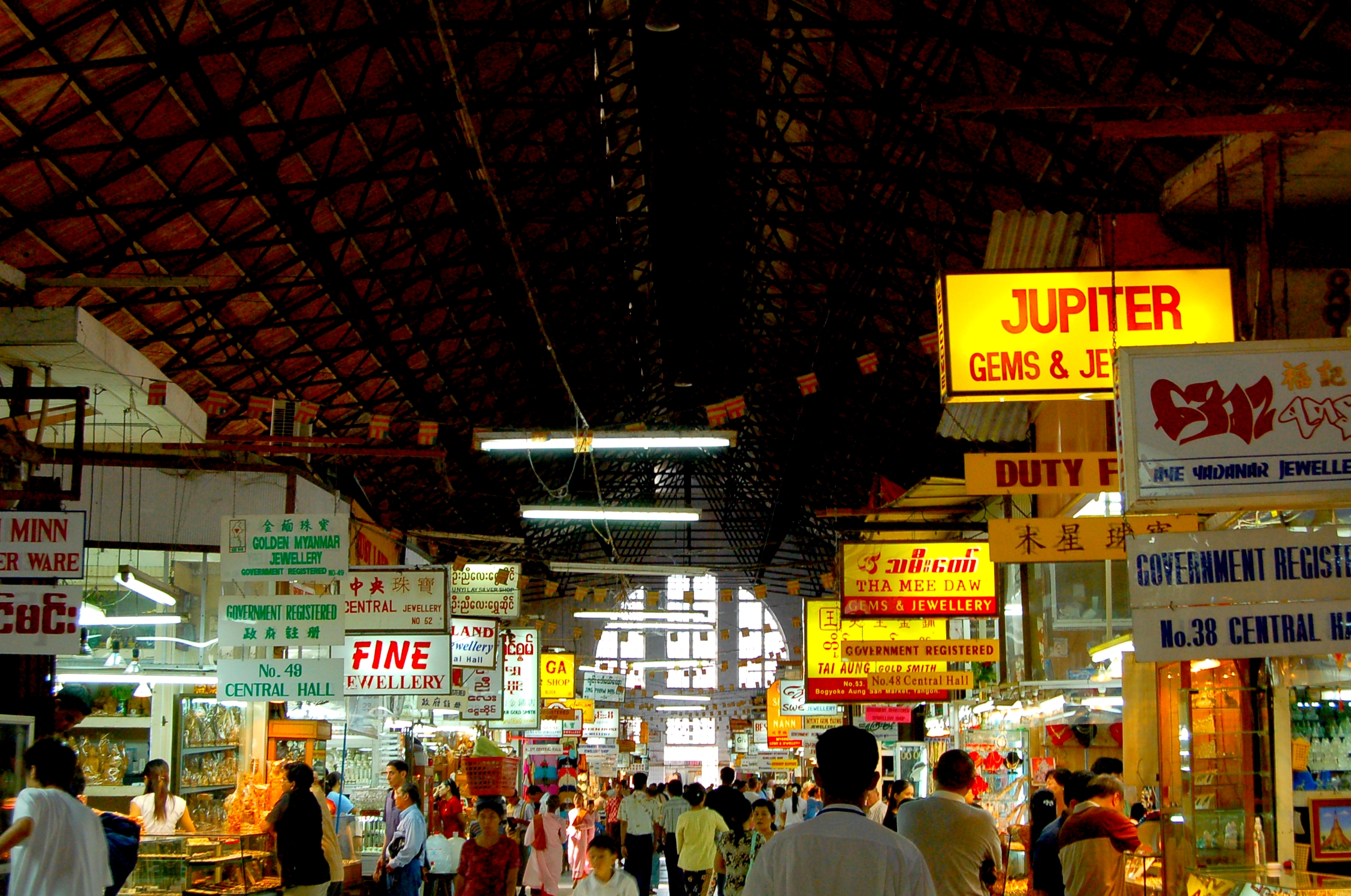
보족 아웅산 마켓

보족 아웅산 마켓(ဗိုလ်ချုပ်အောင်ဆန်းဈေး)은 미얀마 양곤에 있는 시장이다. 보족은 장군을 말하며, 아웅산 장군의 이름을 따라 이름 지었다. 줄여서 보족제(ပိုလ်ချုပ်စျေး)라 부른다.
생필품, 선물 용품, 의류, 화장품, 보석, 금은방, 칠기, 과일 등 많은 가게들이 있다. 1926년 처음 시작되었다.